# Wladimir Konstantinowitsch Schumny
Wladimir Konstantinowitsch Schumny (russisch Владимир Константинович Шумный; * 12. Februar 1934 in Chowmi, Rajon Borsna) ist ein ukrainisch-russischer Genetiker und Hochschullehrer.

## Leben
Schumnys Eltern waren der Zootechniker Konstantin Tarassowitsch Schumny und die Kolchosbäuerin Polina Iljinitschna Schumnaja. Nach dem Besuch der Mittelschule in Jaduti im Rajon Borsna begann Schumny 1953 das Studium an der biologischen Fakultät der Lomonossow-Universität Moskau (MGU), das er in der Fachrichtung Botanik 1958 abschloss.
Nach dem Studium ging Schumny ins Nowosibirsker Akademgorodok und arbeitete im Institut für Zytologie und Genetik (IZiG) der Sibirischen Abteilung (SO) der Akademie der Wissenschaften der UdSSR (AN-SSSR, seit 1991 Russische Akademie der Wissenschaften (RAN)), in dem er vom Laboranten bis zum wissenschaftlichen Vizedirektor aufstieg. 1965 verteidigte er seine Kandidat-Dissertation über die Herstellung und Charakterisierung von tetraploidem Mais, so dass er zum Kandidaten der biologischen Wissenschaften promoviert wurde. 1973 verteidigte er seine Doktor-Dissertation über den Heterosis-Effekt.
Schumnys Forschungsschwerpunkte wurden die Polyploidie, die Heterosis und die Gentechnik. Er schuf Modelle für die Untersuchung des Heterosis-Effekts und der Polyploidie. Bei der Untersuchung der Mechanismen von Mutationen gewann er eine einzigartige Mutation, die die Verstärkung der Aktivität der Nitratreduktasen ermöglichte.
1979 wurde Schumny zum Korrespondierenden Mitglied der AN-SSSR gewählt. 1982 wurde er zum Professor für Genetik ernannt. 1985 wurde er Direktor des IZiG und Vorsitzender des Vereinigten Wissenschaftlichen Rates für biologische Wissenschaften der SO der AN-SSSR. 1986 wurde er Leiter des Lehrstuhls für Zytologie und Genetik der Universität Nowosibirsk (NGU). 1990 wurde er Vollmitglied der AN-SSSR. 2004 wurde er Präsident der russischen Wawilow-Gesellschaft für Genetik und Zucht. Er ist auswärtiges Mitglied der Ukrainischen Akademie der Wissenschaften.
2005 erinnerte Schumny an den Brief der Dreihundert gegen den Lyssenkoismus, der 1955 an das Politbüro der Kommunistischen Partei der Sowjetunion geschickt wurde. Er führte zu Rücktritten Lyssenkos und seiner Anhänger von ihren führenden Positionen und wurde erst im Januar 1989 mit Kürzungen in der Prawda veröffentlicht. 2007 ging er in den Ruhestand und wurde Berater der RAN.

## Ehrungen, Preise
- Orden des Roten Banners der Arbeit (1977)[2]
- Ehrenzeichen der Sowjetunion (1982)[2]
- Verdienstorden für das Vaterland IV. Klasse (1999)[6]
- Verdienstorden für das Vaterland III. Klasse (2007)[7]
- Koptjug-Preis der RAN (2007)[1]
- Wawilow-Goldmedaille der RAN (2008)[1]